# St. Peter und Paul (Pilsach)

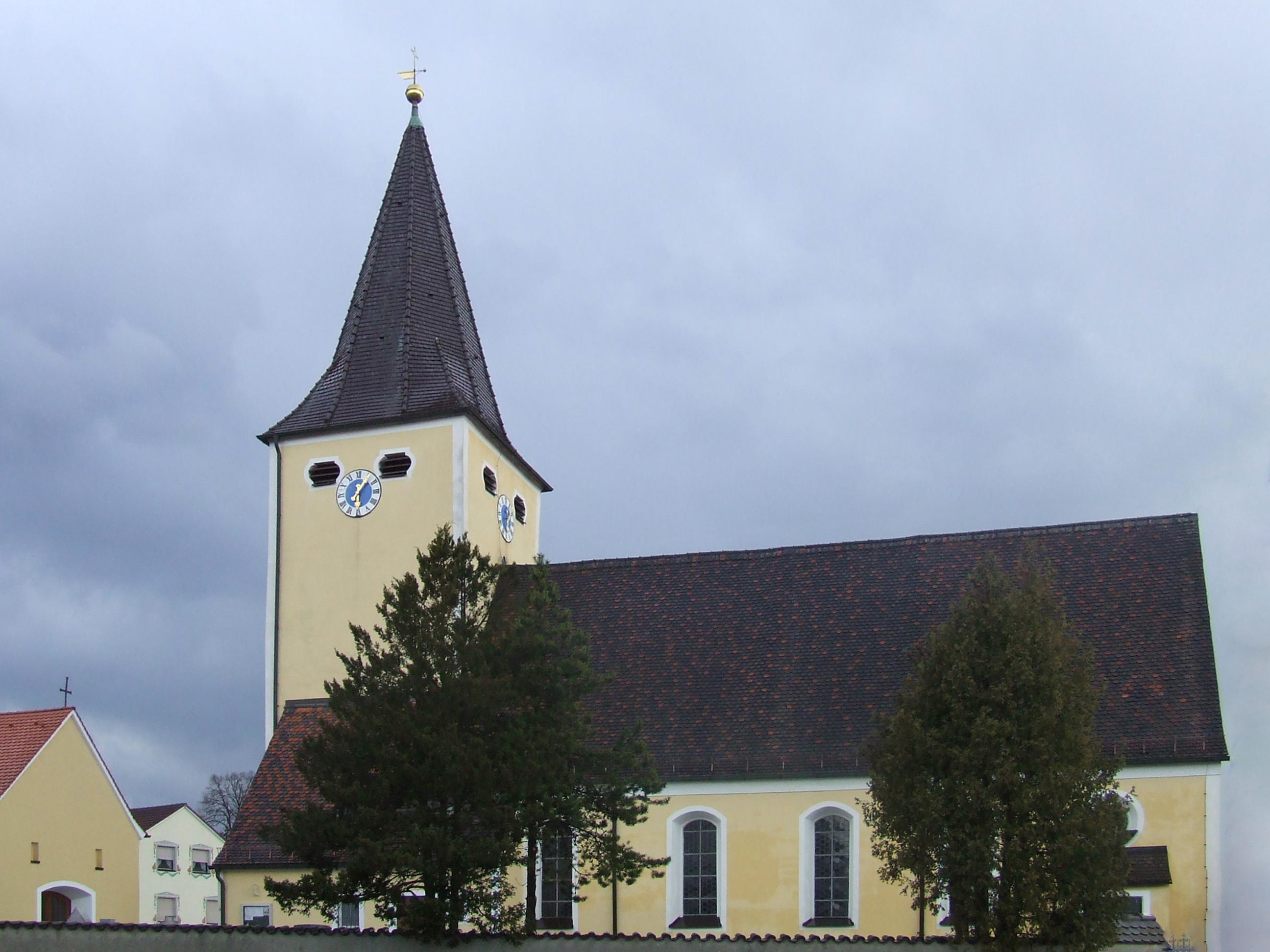
St. Peter und Paul (Pilsach)

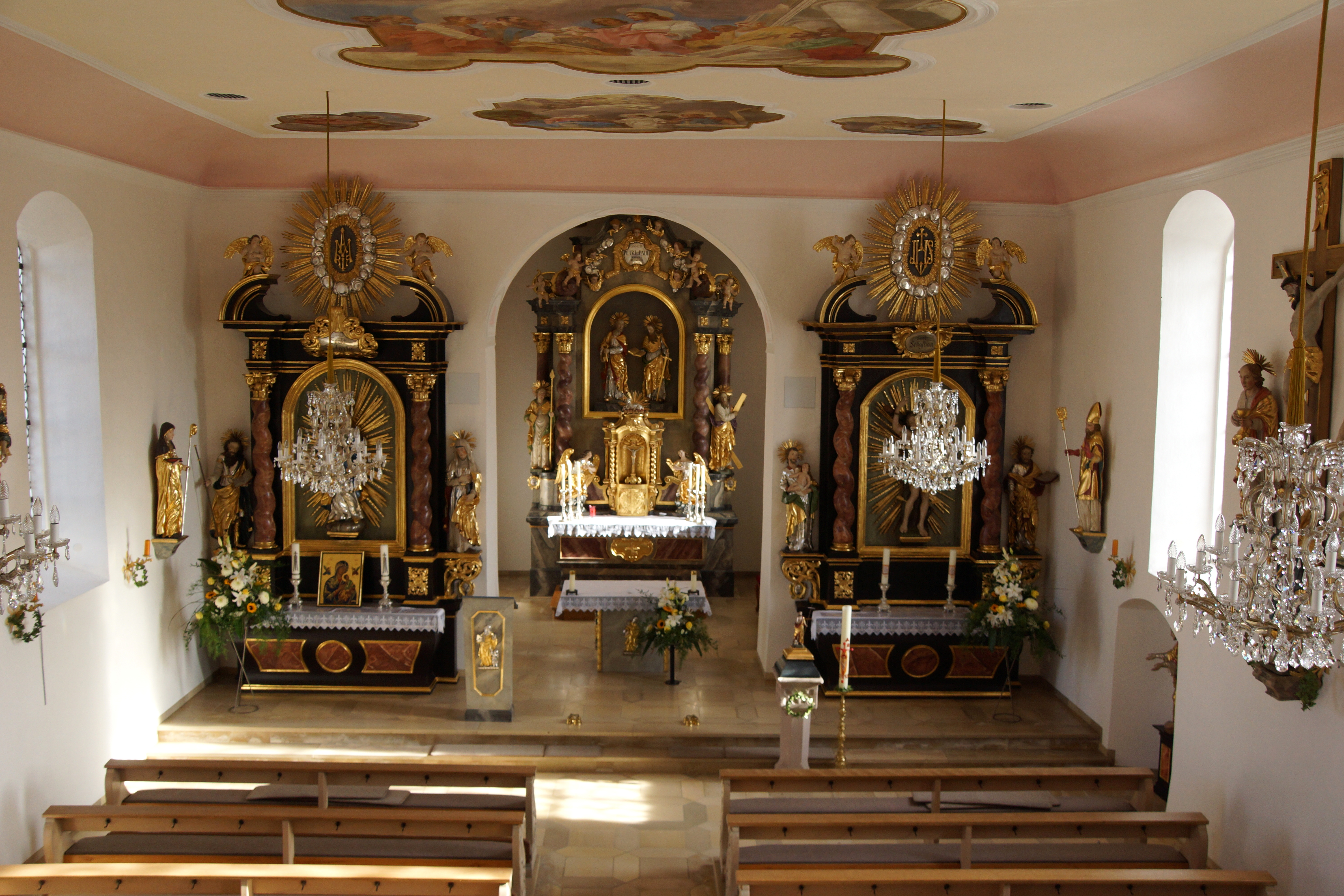
Innenraum

Die römisch-katholische, denkmalgeschützte Pfarrkirche St. Peter und Paul steht auf dem Friedhof von Pilsach, einer Gemeinde im Landkreis Neumarkt in der Oberpfalz. Die Kirche gehört zum Dekanat Habsberg des Bistums Eichstätt. Das Bauwerk ist unter der Denkmalnummer D-3-73-153-1 als Baudenkmal in die Bayerische Denkmalliste eingetragen.

## Beschreibung
Die gotische Saalkirche wurde im 18./19. Jahrhundert umgestaltet. Sie besteht aus einem Langhaus, das mit einem Satteldach bedeckt ist und 1926 nach Westen erweitert wurde, und einem Chorturm auf quadratischem Grundriss im Osten, der mit einem achtseitigen Knickhelm bedeckt ist. Sein oberstes Geschoss beherbergt die Turmuhr und den Glockenstuhl, in dem fünf Kirchenglocken hängen.
Der Innenraum des Langhauses ist mit einer Decke mit Hohlkehle überspannt, der des Chors, d. h. der des Erdgeschosses des Chorturms, mit einem Tonnengewölbe. Zur Kirchenausstattung gehört ein neobarocker Hochaltar, auf dessen Altarretabel Peter und Paul dargestellt sind. Die Orgel auf der Empore wurde 1999 von Mathis Orgelbau errichtet.